# П'єр Карте
П'єр Карте (фр. Pierre Carteus, 24 вересня 1943, Ронсе — 4 лютого 2003, Ронсе) — бельгійський футболіст, що грав на позиції півзахисника.
Виступав, зокрема, за клуб «Брюгге», у складі якого став чемпіоном Бельгії та дворазовим володарем Кубка Бельгії, а також національну збірну Бельгії, з якою був учасником чемпіонату світу 1970 року.

## Клубна кар'єра
Народився 24 вересня 1943 року в місті Ронсе. Вихованець футбольної школи клубу «Ренесьєн» з рідного міста, за першу команду якого грав з 1959 року в третьому бельгійському дивізіоні, де за п'ять років провів 143 матчів і забив 67 голів. Після цього у 1964—1966 роках грав там же за «Руселаре», забивши 38 голів у 45 іграх.
Своєю результативністю Карте привернув увагу представників тренерського штабу вищолігового клубу «Брюгге», до складу якого приєднався 1966 року. Відіграв за команду з Брюгге наступні вісім сезонів своєї ігрової кар'єри, зігравши в 262 матчах чемпіонату і забивши 88 голів. Більшість часу, проведеного у складі «Брюгге», був основним гравцем команди і виграв з командою чемпіонат Бельгії в 1973 році і двічі Кубок Бельгії в 1968 і 1970 роках.
Протягом 1974—1977 років захищав кольори клубу «Остенде», з яким 1977 року вилетів з вищого дивізіону, а завершив ігрову кар'єру у рідній команді «Ренесьєн», за яку виступав протягом 1977—1982 років у п'ятому дивізіоні країни. Загалом у вищому бельгійському дивізіоні він зіграв 293 гри та забив 73 голи. Ніколи не граючи у другому дивізіоні, у третьому він провів 143 матчі та забив 67 голів.

## Виступи за збірну
Не провівши жодного матчу у складі національної збірної Бельгії, Карте поїхав з командою на чемпіонат світу 1970 року у Мексиці, але і там на поле не виходив. Лише 15 листопада 1970 року дебютував в офіційних матчах за збірну в товариській грі проти Франції (1:2). За десять днів у матчі відбору на чемпіонат Європи 1972 року проти Данії (2:0) Карте зіграв свій другий і останній матч за збірну.
Помер 4 лютого 2003 року на 60-му році життя у місті Ронсе.

## Титули і досягнення
- Чемпіон Бельгії (1):

«Брюгге»: 1972–73
- Володар Кубка Бельгії (2):

«Брюгге»: 1967–68, 1969–70